# Neagolius
Neagolius es un género de escarabajos de la familia Carabidae.

## Especies
- Neagolius amblyodon (K. Daniel, 1900)
- Neagolius aragatsi Shokhin & Kalashian, 2015
- Neagolius bilimeckii (Seidlitz, 1891)
- Neagolius heydeni (Harold, 1871)
- Neagolius liguricus (J. Daniel, 1902)
- Neagolius limbolarius (Reitter, 1882)
- Neagolius montanus (Erichson, 1848)
- Neagolius montivagus (Erichson, 1848)
- Neagolius penninus (J. Daniel, 1902)
- Neagolius pollicatus (Erichson, 1848)
- Neagolius praecox (Erichson, 1848)
- Neagolius schlumbergeri (Seidlitz, 1891)